# Prins Willem-Alexander
Die Prins Willem-Alexander war eine Doppelendfähre der niederländischen Reederei Provinciale Stoombootdiensten in Zeeland, die das Schiff im Fährverkehr auf der Schelde einsetzte.

## Geschichte
Die Fähre wurde am 17. Mai 1968 bestellt und damit nur wenige Wochen nach der Indienststellung der Prinses Christina, der ersten Fähre der Reederei mit zwei Fahrzeugdecks. Sie wurde unter der Baunummer 758 auf der Werft Scheepswerf en Machinefabriek „De Merwede“ gebaut. Die Kiellegung fand im September 1968, der Stapellauf am 5. Juli 1969 statt, nachdem die Fähre zuvor getauft worden war. Benannt war sie nach dem niederländischen Prinzen Willem-Alexander. Komplettiert wurde das Schiff auf der Werft Nieuwe Waterweg in Schiedam. Die Baukosten beliefen sich auf 20,2 Millionen Gulden.
Die Fähre wurde am 11. März 1970 an die Reederei Provinciale Stoombootdiensten in Zeeland übergeben. Es gab Überlegungen, das Schiff auf der Strecke Vlissingen–Breskens einzusetzen. Hierfür waren die Aufbauten des Schiffs, das in weiten Teilen der zuvor gebauten Prinses Christina entsprach, für den Einsatz auf der im Bereich der Scheldemündung liegenden Fährstrecke angepasst worden. So gab es beispielsweise nicht mehr die Öffnungen in der Bordwand auf Höhe des unteren Autodecks. Die im März 1970 in Dienst gestellte Fähre wurde dann aber zusammen mit der Prinses Christina auf der Strecke Kruiningen–Perkpolder eingesetzt, wo sie bis März 2003 verkehrte. Lediglich im August 1993 wurde sie vorübergehend auf der Strecke zwischen Vlissingen und Breskens eingesetzt.

## Technische Daten und Ausstattung
Der Antrieb des Schiffes erfolgte dieselelektrisch durch zwei AEG-Elektromotoren mit jeweils 2210 kW Leistung, die jeweils einen Festpropeller an beiden Enden des Schiffes antrieben. Für die Stromerzeugung standen vier Achtzylinder-Viertakt-Dieselmotoren des Herstellers MAN zur Verfügung, die jeweils einen Generator des Herstellers AEG antrieben. 1999 wurden die Generatorensätze durch solche des Herstellers Volvo Penta ersetzt.
Die Stromversorgung des Bordbetriebs wurde durch vier Dieselgeneratorsätze sichergestellt.
Das Schiff war mit zwei durchlaufenden Fahrzeugdecks ausgestattet. Auf beiden Decks zusammen standen 2427 m² für Fahrzeuge zur Verfügung, 1200 m² mit vier Fahrspuren auf dem unteren und 1227 m² mit sechs Fahrspuren auf dem oberen Deck. Die Fähre konnte 185 Pkw transportieren. 79 Pkw fanden auf dem unteren, 106 Pkw auf dem oberen Deck Platz. Auf dem unteren Deck konnten auch Lkw befördert werden. Das Schiff war zunächst für 1000 Passagiere zugelassen. Später wurde die Passagierkapazität auf 600 Passagiere reduziert.
Oberhalb der Fahrzeugdecks befand sich ein Deck mit den Einrichtungen für die Passagiere sowie darüber an beiden Enden je ein Steuerhaus. Die Steuerhäuser waren neu entworfen worden und entsprachen nicht denen der Prinses Christina. Auf dem Zwischendeck unter den Fahrzeugdecks standen Einrichtungen für die bis zu 22-köpfige Schiffsbesatzung wie Kabinen, Aufenthaltsräume und Duschen zur Verfügung, darunter befand sich der Maschinenraum.
Da die Prinses Christina sich als relativ windanfällig herausstellte, wurde das Unterwasserschiff der Prins Willem-Alexander noch während der Bauphase so verändert, dass die Fähre weniger anfällig für Seitenwinde war.

## Verbleib des Schiffes
Am 29. März 2003 wurde das Schiff zusammen mit der 1968 gebauten Prinses Christina und der 1986 gebauten Prinses Juliana nach Italien verkauft und bis Anfang 2006 als Athos Matacena im Fährverkehr zwischen Reggio Calabria und Messina bzw. Villa San Giovanni und Messina eingesetzt. Im Dezember 2012 wurde es nach Aliağa in der Türkei geschleppt, wo es bis Anfang Februar 2013 verschrottet wurde.